# Caméra à balayage

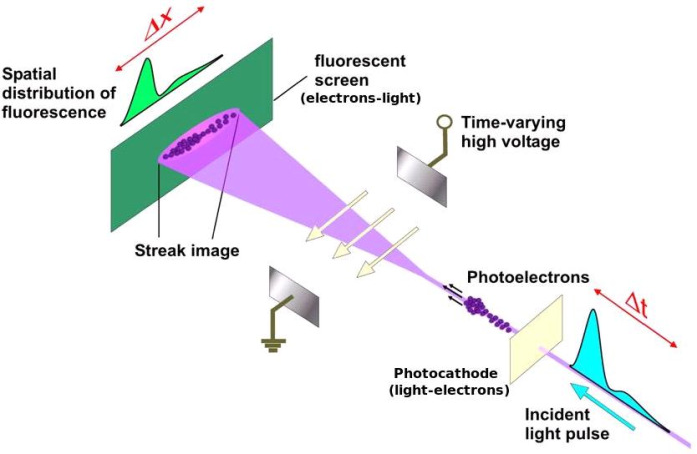
Principe de fonctionnement d'une caméra à balayage.

Une caméra à balayage est un instrument de mesure de la variation d'une impulsion d'intensité lumineuse dans le temps.
Elles sont utilisées pour mesurer la durée d'impulsion de certains systèmes laser ultrarapides et pour des applications telles que la spectroscopie résolue en temps (en) et le LIDAR.

## Types mécaniques
Les caméras à balayage mécanique utilisent un miroir rotatif ou un système de fente mobile pour dévier le faisceau lumineux. Elles sont limitées dans leur vitesse de balayage maximale et donc dans leur résolution temporelle.

## Types optoélectroniques
Les caméras à balayage optoélectroniques fonctionnent en dirigeant la lumière sur une photocathode qui, lorsqu'elle est frappée par des photons, produit des électrons par effet photoélectrique. Les électrons sont accélérés dans un tube à rayons cathodiques et traversent un champ électrique produit par une paire de plaques, qui dévie latéralement les électrons. En modulant le potentiel électrique entre les plaques, le champ électrique est rapidement modifié pour donner une déviation variable dans le temps des électrons, balayant les électrons à travers un écran luminophore à l'extrémité du tube. Un détecteur linéaire, tel qu'un réseau de dispositifs à couplage de charge (CCD) est utilisé pour mesurer le motif de stries sur l'écran, et donc le profil temporel de l'impulsion lumineuse.
La résolution temporelle des meilleures caméras optoélectroniques à balayage est d'environ 180 femtosecondes. La mesure d'impulsions plus courtes que cette durée nécessite d'autres techniques telles que l'autocorrélation optique et le déclenchement optique résolu en fréquence (FROG).
En décembre 2011, une équipe du MIT a publié des images combinant l'utilisation d'une caméra à balayage avec des impulsions laser répétées pour simuler un film avec une fréquence d'images de mille milliards d'images par seconde. Cela a été dépassé en 2020 par une équipe de Caltech qui a atteint des fréquences d'images de 70 billions d'ips.